# Paolo Gamba

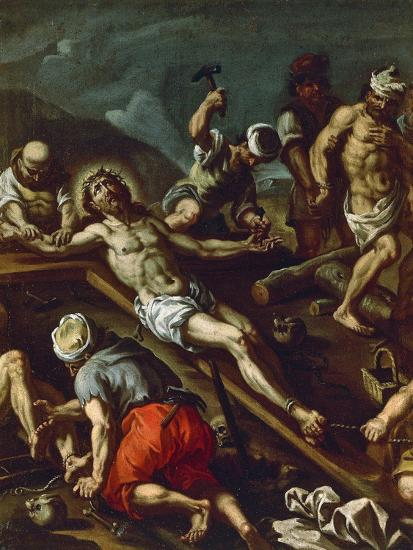
Mise sur la croix.

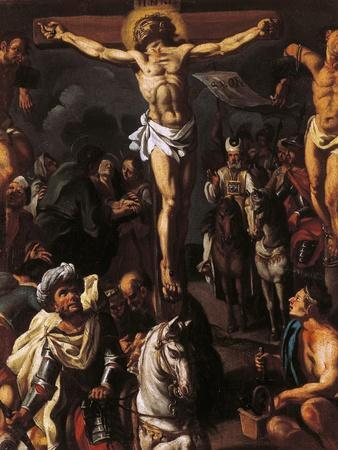
Crucifixion. Une des 14 stations du chemin de Croix par Paolo Gamba

Paolo Gamba, né le 29 octobre 1712 et mort le 26 décembre 1782, est un peintre italien de la période baroque tardive, actif dans la région de Molise. Il est considéré comme l'un des peintres les plus importants y ayant exercé.

## Biographie
Paolo Gamba est né dans une famille pauvre en 1712 à Ripabottoni. Son père, Giambattista, était un modeste décorateur et peintre et Paolo continua l'activité de son père. Avec l'aide de l'évêque de Larino, le jeune homme fut admis à l'école de Francesco Solimena à Naples, où il séjourna de 1731 à 1737, formant sa technique artistique.
Dans le Molise, il mène une carrière intense, parcourant les villes, travaillant pour le clergé et son patron, l'évêque de Larino. Ses œuvres portaient principalement sur des sujets sacrés, qu'il approfondit par l'étude de la Bible. Il a travaillé à Larino, Ripabottoni, Montorio, Sant'Elia a Pianisi, Campodipietra, Colletorto, Morrone del Sannio, Fossalto ; à Agnone et à Matrice. Il a également travaillé à Barrea, dans les Abruzzes et dans les Pouilles. Il meurt en 1782.